# Remetské Hámre
Remetské Hámre és un poble i municipi d'Eslovàquia. Es troba a la regió de Košice, a l'est del país.

## Història
La primera referència escrita de la vila data del 1828.

## Demografia
| Godina             | 1994 | 2004   | 2014   | 2024   |
| ------------------ | ---- | ------ | ------ | ------ |
| Nombre de persones | 704  | 658    | 598    | 542    |
| Diferència         |      | −6,53% | −9,11% | −9,36% |

| Godina             | 2023 | 2024   |
| ------------------ | ---- | ------ |
| Nombre de persones | 553  | 542    |
| Diferència         |      | −1,98% |